# IC 5311
IC 5311 је појединачна звијезда у сазвјежђу Пегаз која се налази на листи објеката дубоког неба у Индекс каталогу.
Деклинација објекта је + 17° 15' 55" а ректасцензија 23h 20m 33,8s.